# Kaple Navštívení Panny Marie (Josefův Důl)
Kaple Navštívení Panny Marie je barokní sakrální stavba v Josefově Dole, části Karlov.

## Historie
Na místě kaple stála původně pouze studánka a údajně i primitivní vanové lázně. O ní putuje pověst, že sedlák u studánky vykopal svatý obrázek. Po čase mu onemocněla žena a on jí poradil, aby se ve studánce vykoupala. Ta tak provedla a uzdravila se. Ze studánky se tak stalo poutní místo, které během mariánských svátcích navštívily tisíce lidí.
Roku 1762 zde byla postavena dřevěná kaple. Lidé ke kapli nosili dary a finanční obnosy, dokonce se krátce uvažovalo o stavbě kostela. Roku 1800 nechal hrabě František Antonín Desfours přestavět kapli na kamennou. Ta byla vysvěcena 27. června 1803. Roku 1865 byla přestavěna do současné podoby. Od té doby zájem o pramen i kapli postupně upadal. Kaple byla prohlášena za kulturní památku 23. září 1971.
Poslední velká rekonstrukce proběhla v letech 2009 až 2011.

## Popis
Barokní kaple je zděná budova skládající se ze širší, téměř čtvercové hlavní části s mírně vypouklým závěrem a trojúhelníkovým štítem. Střecha je sedlová a krytá taškami. Na střeše se nachází sanktusovník s jehlanovou stříškou.

## Galerie

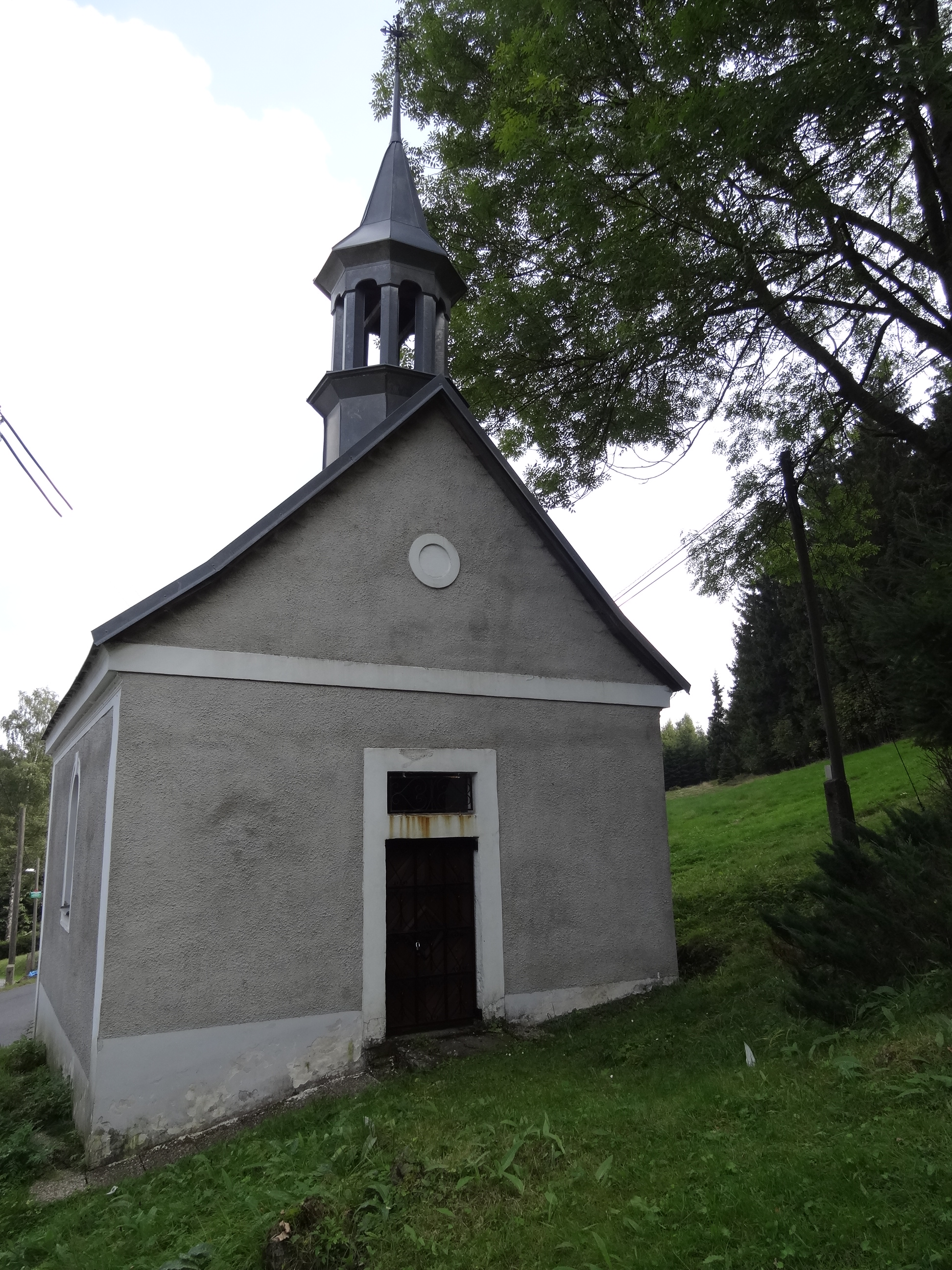
Průčelí kaple
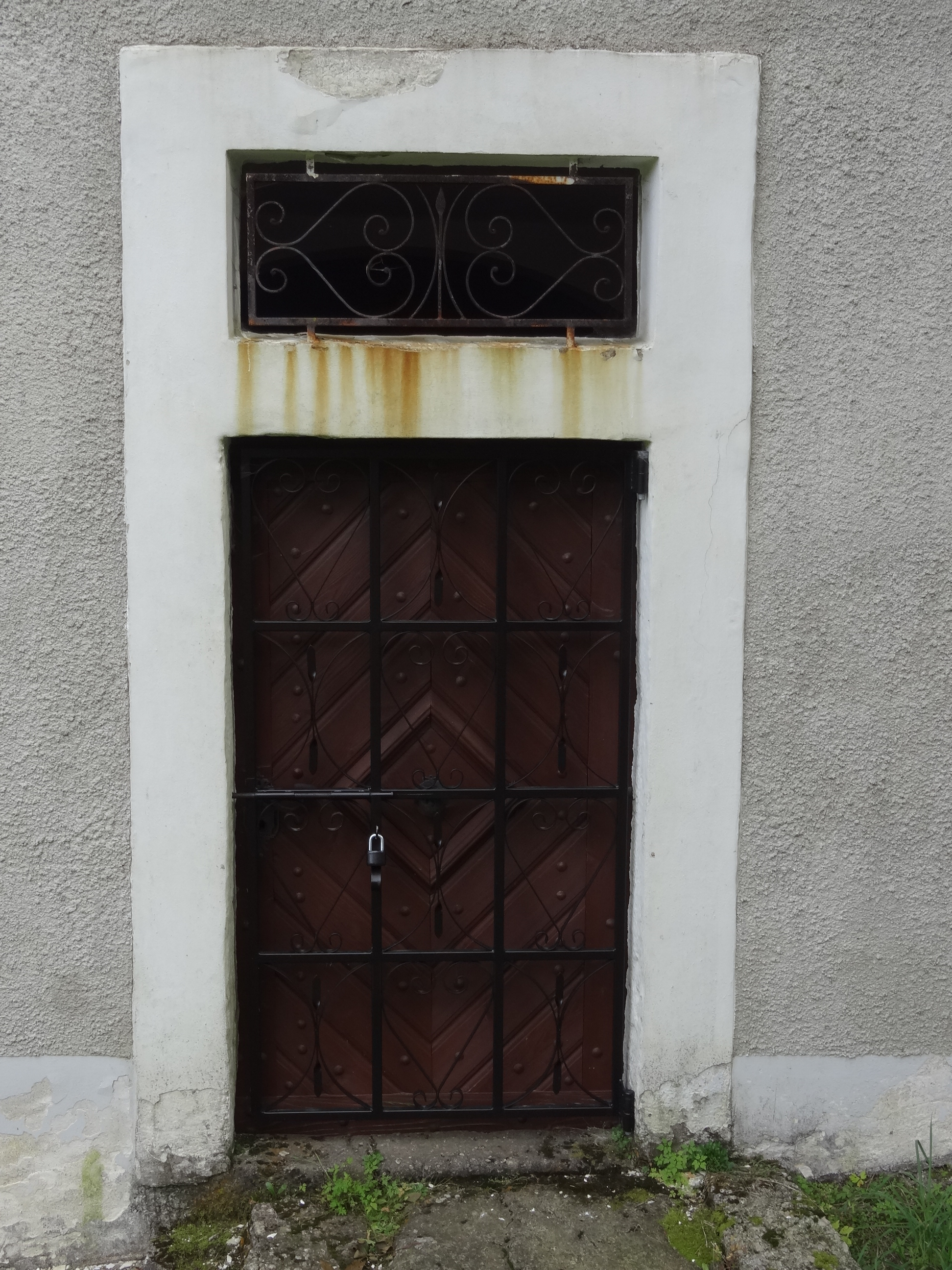
Dveře kaple
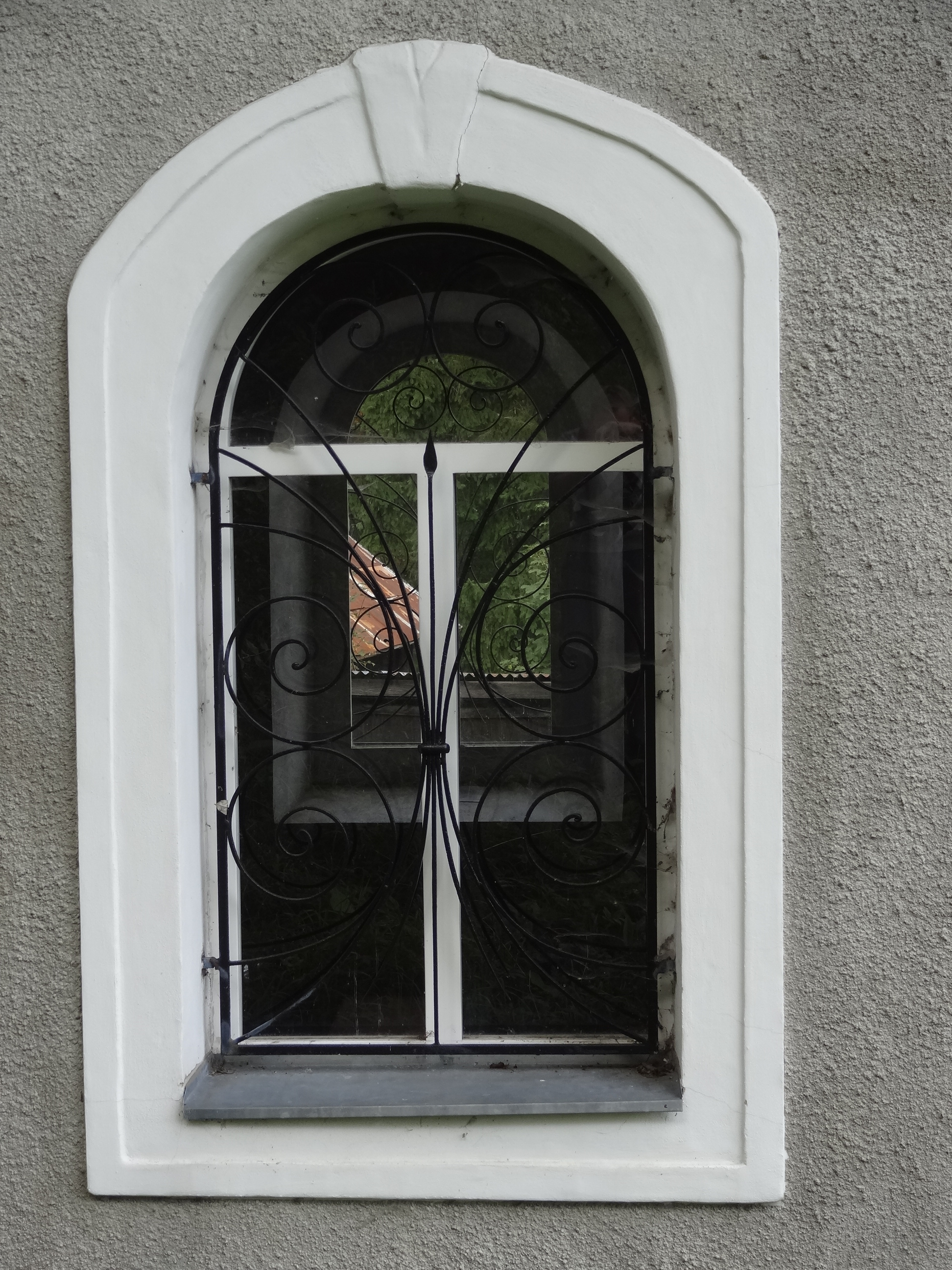
Okno kaple
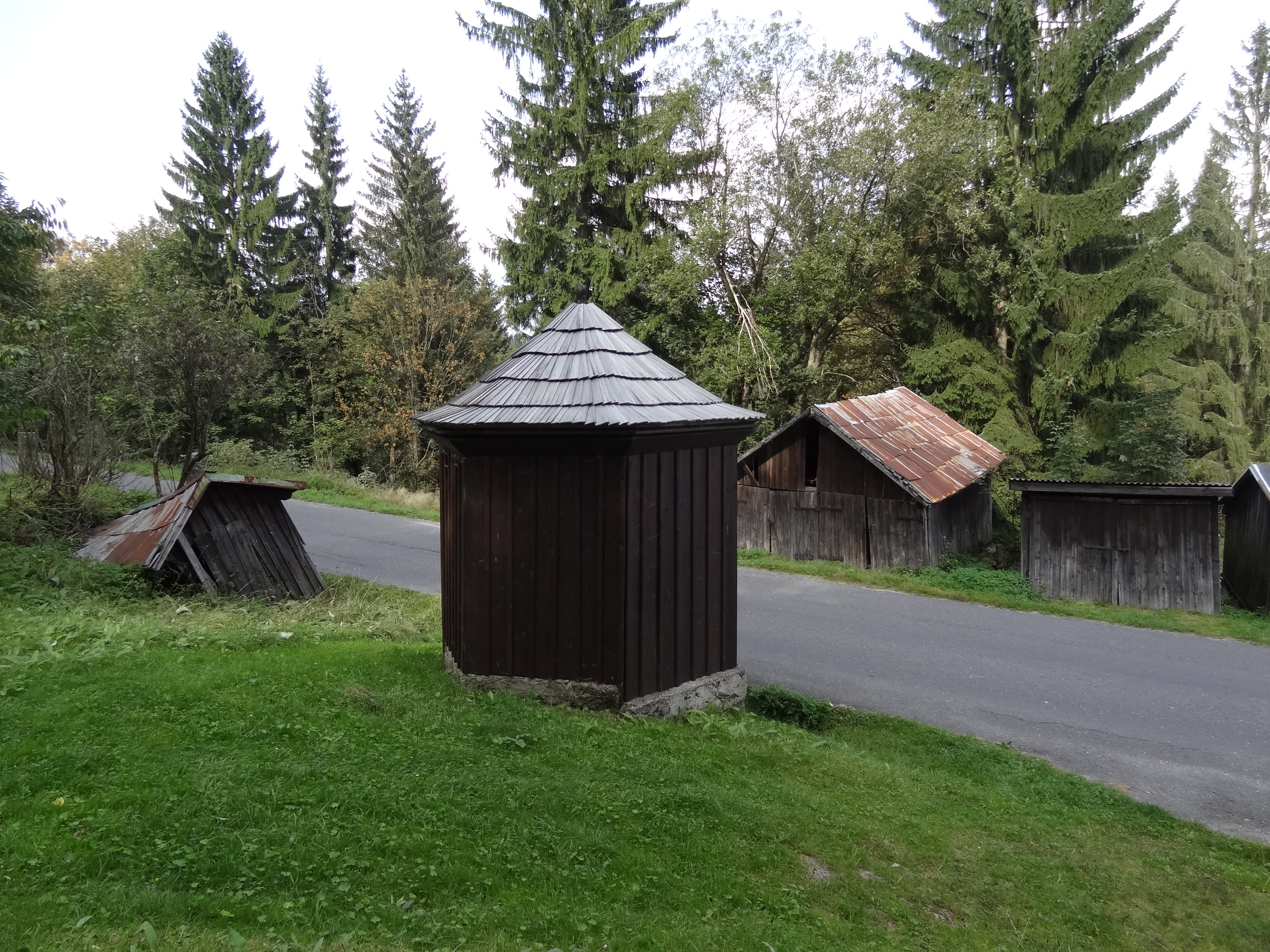
Zastřešená studánka